# أنجيلا كريمر
أنجيلا كريمر (بالإنجليزية: Angela Creamer)‏ هي منافسة ألعاب القوى بريطانية، ولدت في 30 يناير 1956 في روثرهام ‏ في المملكة المتحدة.

## وصلات خارجية
- أنجيلا كريمر على موقع أوليمبيديا (الإنجليزية)